# Aimoin de Saint-Germain-des-Prés
Pour l’article homonyme, voir Aimoin de Fleury.
Aimoin de Saint-Germain-des-Prés est un moine hagiographe du IXe siècle, mort un 9 juin, pas avant 896.

## Biographie
Entré à l'abbaye de Saint-Germain-des-Prés avant 845, responsable des archives et du scriptorium en 872, collègue d'Usuard, maître d'Abbon de Saint-Germain-des-Prés. Celui-ci lui adresse un poème de 22 vers pour qu'il accepte la dédicace de son De bellis Parisiacæ urbis et le corrige ; apparemment il se heurta à un refus, si l'on en croit l'épître dédicatoire en prose à Gozlin (« Les petits vers dactyliques de trois pieds qui précèdent mon poème [ceux qui sont adressés à Aimoin] annoncent d'eux-mêmes leur objet, mais ils ont été mal accueillis. La faveur qu'ils n'ont pu trouver auprès de mon maître, puissent-ils, frère, la rencontrer auprès de toi »). Or, le poème d'Abbon a été achevé en 896 ou 897 (en II, 577, il est question de l'« empereur Arnoul », lequel fut couronné par le pape le 22 février 896, et d'autre part le roi Eudes, le héros célébré dans le poème, mort le 3 janvier 898, est visiblement toujours vivant).
On conserve d'Aimoin les ouvrages suivants (consacrés à des translations de reliques de saints) :
- les Miracula sancti Germani, en deux livres, écrits après 874, sur commande de l'abbé Gozlin, développement à partir de deux relations composées après 845 sur l'ordre de l'abbé Ébroïn[3].
- l'Historia translationis sancti Vincentii ex Hispania in Castrense, en deux livres en prose et un abrégé en 60 vers, dédiée à Bernon, abbé de Castres[4].
- le De translatione sanctorum martyrum Georgii monachi, Aurelii et Nathaliæ ex urbe Corduba Parisios, en trois livres[5].

## Édition
- Patrologia Latina, vol. CXXVI, col. 1009-1056.